# Francisco de Assis Pereira
 (octobre 2020).
Si vous disposez d'ouvrages ou d'articles de référence ou si vous connaissez des sites web de qualité traitant du thème abordé ici, merci de compléter l'article en donnant les références utiles à sa vérifiabilité et en les liant à la section « Notes et références ».
Francisco de Assis Pereira, (Sao Paulo, 29 novembre 1967) est un violeur et tueur en série brésilien, surnommé Le maniaque du parc ou encore Le motoboy. 

## Biographie
Auteur de crimes commis principalement sur de jeunes femmes entre 1997 et 1998 au Brésil, il est reconnu coupable de onze meurtres et condamné à 268 années de prison.